# Temple de la renommée de l'IIHF
Pour les articles homonymes, voir Temple de la renommée.

Logo du temple de la renommée

Le temple de la renommée de la Fédération internationale de hockey sur glace (International Ice Hockey Federation, IIHF) a été instauré en 1997 lors du tournoi du championnat du monde à Helsinki en Finlande. 

## Généralités
Trois catégories de personnes peuvent être déclarés membre du temple de la renommée : des joueurs, des arbitres ou encore des bâtisseurs.
Le siège du temple de la renommée de l'IIHF se situe dans le bâtiment du siège du Temple de la renommée à Toronto au Canada.
Chaque année parmi les nouveaux membres, une personnalité en particulier est mise en avant et se voit remettre le trophée Paul Loicq, président de l'IIHF entre 1927 et 1947.
La promotion 2008 s'est ouverte pour la première fois de l'histoire du temple à trois anciennes joueuses de hockey internationales : Catherine Granato, Angela James et Geraldine Heaney. Elles ont été admises en même temps que Mario Lemieux, Igor Larionov, Philippe Bozon et Arthur Berglund (en) au cours du championnat du monde 2008 à Québec.
Lors de la promotion 2015, l'IIHF introduit le trophée Richard « Bibi » Torriani, nommé d'après le joueur vedette suisse des années 1930, et le remet chaque année à un joueur ayant une carrière internationale remarquable issu d'un pays non-traditionnel du hockey.

## Liste des membres

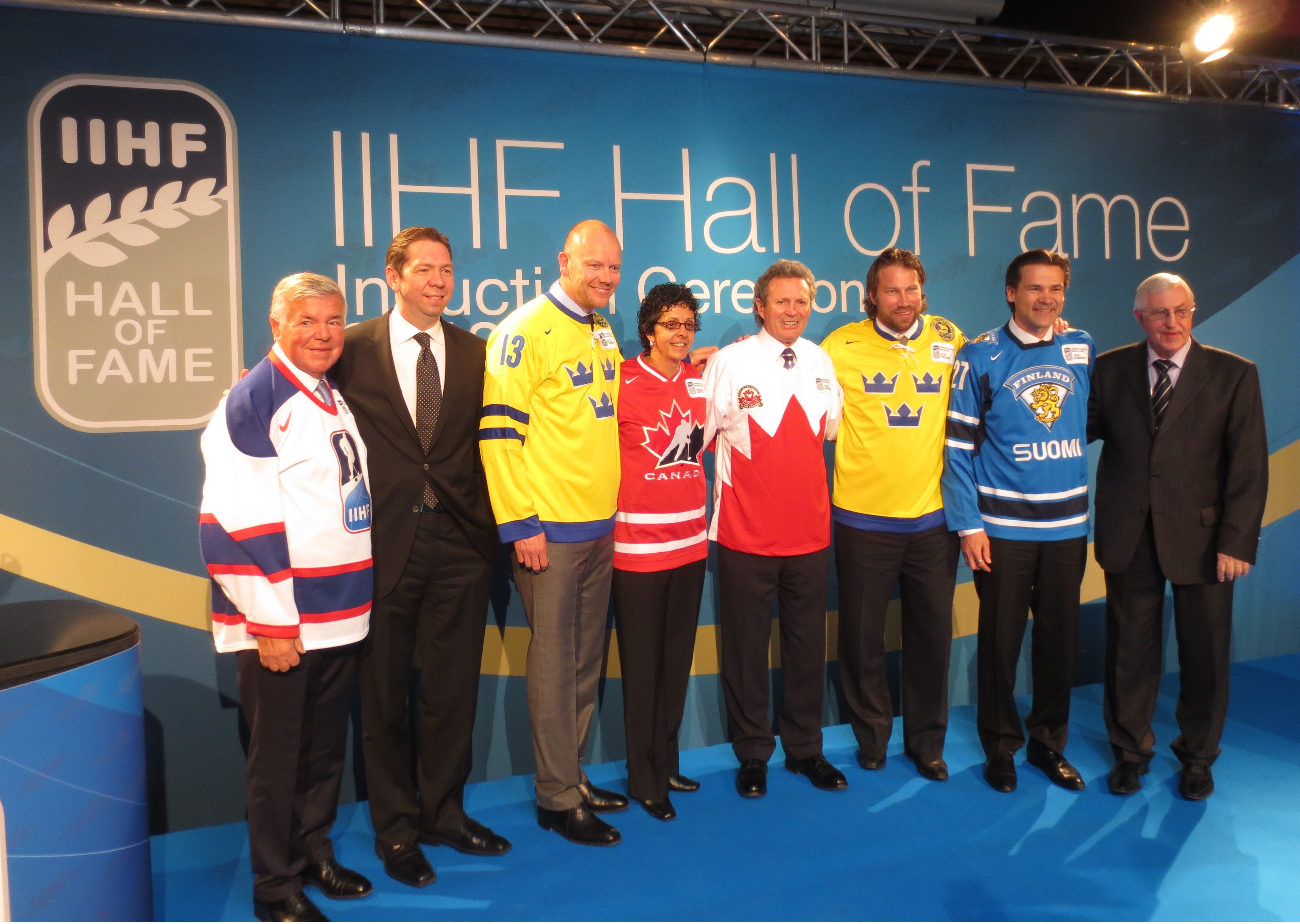
Les nouveaux membres en 2013 : de gauche à droite Jan-Åke Edvinsson, Gord Miller, Mats Sundin, Danielle Goyette, Paul Henderson, Peter Forsberg et Teppo Numminen. Il y a aussi Boris Mikhaïlov, membre depuis 2000, tout à droite.

Cette liste est classée par année d'intronisation, puis par catégorie et enfin par ordre alphabétique.
| Nom                            | Nationalité  | Catégorie                         | Année d'intronisation |
| ------------------------------ | ------------ | --------------------------------- | --------------------- |
| Vsevolod Bobrov                | Russie       | Joueur                            | 1997                  |
| Vlastimil Bubník               | Tchéquie     | Joueur                            | 1997                  |
| William Cleary                 | États-Unis   | Joueur                            | 1997                  |
| Gerard Cosby (en)              | États-Unis   | Joueur                            | 1997                  |
| Jaroslav Drobný                | Tchéquie     | Joueur                            | 1997                  |
| Anders Hedberg                 | Suède        | Joueur                            | 1997                  |
| Erich Kühnhackl                | Allemagne    | Joueur                            | 1997                  |
| Victor Lindquist               | Canada       | Joueur                            | 1997                  |
| Seth Martin                    | Canada       | Joueur                            | 1997                  |
| John Mayasich                  | États-Unis   | Joueur                            | 1997                  |
| Václav Nedomanský              | Tchéquie     | Joueur                            | 1997                  |
| Aleksandr Ragouline            | Russie       | Joueur                            | 1997                  |
| Harry Sinden                   | Canada       | Joueur                            | 1997                  |
| Vladislav Tretiak              | Russie       | Joueur                            | 1997                  |
| Richard Torriani               | Suisse       | Joueur                            | 1997                  |
| Sven Tumba                     | Suède        | Joueur                            | 1997                  |
| Urpo Ylönen                    | Finlande     | Joueur                            | 1997                  |
| Vladimír Zábrodský             | Tchéquie     | Joueur                            | 1997                  |
| John Francis Ahearne           | Royaume-Uni  | Bâtisseur                         | 1997                  |
| David William Bauer            | Canada       | Bâtisseur                         | 1997                  |
| Walter Brown                   | États-Unis   | Bâtisseur                         | 1997                  |
| Arne Grunander (en)            | Suède        | Bâtisseur                         | 1997                  |
| Gordon Juckes (en)             | Canada       | Bâtisseur                         | 1997                  |
| Vladimír Kostka                | Tchéquie     | Bâtisseur                         | 1997                  |
| Robert LeBel (en)              | Canada       | Bâtisseur                         | 1997                  |
| Louis Magnus                   | France       | Bâtisseur                         | 1997                  |
| Günther Sabetzki               | Allemagne    | Bâtisseur                         | 1997                  |
| Andreï Starovoïtov             | Russie       | Bâtisseur                         | 1997                  |
| Anatoli Tarassov               | Russie       | Bâtisseur                         | 1997                  |
| Walter Wasservogel (en)        | Autriche     | Bâtisseur                         | 1997                  |
| Helmuts Balderis               | Lettonie     | Joueur                            | 1998                  |
| Lars Björn                     | Suède        | Joueur                            | 1998                  |
| Ferdinand Cattini              | Suisse       | Joueur                            | 1998                  |
| Hans Cattini                   | Suisse       | Joueur                            | 1998                  |
| William Christian              | États-Unis   | Joueur                            | 1998                  |
| Vladimír Dzurilla              | Slovaquie    | Joueur                            | 1998                  |
| Carl Erhardt                   | Royaume-Uni  | Joueur                            | 1998                  |
| Anatoli Firsov                 | Russie       | Joueur                            | 1998                  |
| Josef Golonka (en)             | Slovaquie    | Joueur                            | 1998                  |
| Karel Gut (en)                 | Tchéquie     | Joueur                            | 1998                  |
| Jiří Holeček                   | Tchéquie     | Joueur                            | 1998                  |
| Gustav Jaenecke                | Allemagne    | Joueur                            | 1998                  |
| Marshall Johnston              | Canada       | Joueur                            | 1998                  |
| Valeri Kharlamov               | Russie       | Joueur                            | 1998                  |
| Jacques Lacarrière             | France       | Joueur                            | 1998                  |
| Håkan Loob                     | Suède        | Joueur                            | 1998                  |
| Pekka Marjamäki                | Finlande     | Joueur                            | 1998                  |
| John McCartan                  | États-Unis   | Joueur                            | 1998                  |
| Terrence O'Malley              | Canada       | Joueur                            | 1998                  |
| Eduard Pană (en)               | Roumanie     | Joueur                            | 1998                  |
| Börje Salming                  | Suède        | Joueur                            | 1998                  |
| Valeri Vassiliev               | Russie       | Joueur                            | 1998                  |
| Harold Watson                  | Canada       | Joueur                            | 1998                  |
| William Hewitt                 | Canada       | Bâtisseur                         | 1998                  |
| Cesar Lüthi                    | Suisse       | Bâtisseur                         | 1998                  |
| Robert Ridder (en)             | États-Unis   | Bâtisseur                         | 1998                  |
| John Riley                     | États-Unis   | Bâtisseur                         | 1998                  |
| Arne Strömberg (en)            | Suède        | Bâtisseur                         | 1998                  |
| Viktor Tikhonov                | Russie       | Bâtisseur                         | 1998                  |
| Xaver Unsinn                   | Allemagne    | Bâtisseur                         | 1998                  |
| Wolf-Dieter Montag (en)        | Allemagne    | Trophée Paul Loicq                | 1998                  |
| Sven Bergqvist                 | Suède        | Joueur                            | 1999                  |
| Roger Bourbonnais              | Canada       | Joueur                            | 1999                  |
| James Craig                    | États-Unis   | Joueur                            | 1999                  |
| Michael Curran                 | États-Unis   | Joueur                            | 1999                  |
| Jiří Holík                     | Tchéquie     | Joueur                            | 1999                  |
| Leif Holmqvist                 | Suède        | Joueur                            | 1999                  |
| Francis Huck                   | Canada       | Joueur                            | 1999                  |
| Mark Johnson                   | États-Unis   | Joueur                            | 1999                  |
| Oldřich Macháč                 | Tchéquie     | Joueur                            | 1999                  |
| Barry MacKenzie                | Canada       | Joueur                            | 1999                  |
| Aleksandr Maltsev              | Russie       | Joueur                            | 1999                  |
| Boris Maïorov                  | Russie       | Joueur                            | 1999                  |
| Robert McLeod (en)             | Canada       | Joueur                            | 1999                  |
| Lasse Oksanen                  | Finlande     | Joueur                            | 1999                  |
| František Pospíšil             | Tchéquie     | Joueur                            | 1999                  |
| Josef Puschnig                 | Autriche     | Joueur                            | 1999                  |
| Roland Stoltz                  | Suède        | Joueur                            | 1999                  |
| Jorma Valtonen                 | Finlande     | Joueur                            | 1999                  |
| Joachim Ziesche                | Allemagne    | Joueur                            | 1999                  |
| Herbert Brooks                 | États-Unis   | Bâtisseur                         | 1999                  |
| Enrico Calcaterra (en)         | Italie       | Bâtisseur                         | 1999                  |
| Arkadi Tchernychiov            | Russie       | Bâtisseur                         | 1999                  |
| Rudolf Eklöw                   | Suède        | Bâtisseur                         | 1999                  |
| Derek Holmes (en)              | Canada       | Bâtisseur                         | 1999                  |
| Tore Johannessen (en)          | Norvège      | Bâtisseur                         | 1999                  |
| Harry Lindblad (en)            | Finlande     | Bâtisseur                         | 1999                  |
| Ján Starší (de)                | Slovaquie    | Bâtisseur                         | 1999                  |
| Harold Trumble (en)            | États-Unis   | Bâtisseur                         | 1999                  |
| Yoshiaki Tsutsumi              | Japon        | Bâtisseur                         | 1999                  |
| Roman Neumayer (en)            | Allemagne    | Trophée Paul Loicq                | 1999                  |
| Wayne Gretzky                  | Canada       | Joueur                            | 2000                  |
| Tomas Jonsson                  | Suède        | Joueur                            | 2000                  |
| Udo Kiessling                  | Allemagne    | Joueur                            | 2000                  |
| Jari Kurri                     | Finlande     | Joueur                            | 2000                  |
| Boris Mikhaïlov                | Russie       | Joueur                            | 2000                  |
| Peter Šťastný                  | Slovaquie    | Joueur                            | 2000                  |
| (en)                           | Finlande     | Bâtisseur                         | 2000                  |
| Vsevolod Koukouchkine          | Russie       | Trophée Paul Loicq                | 2000                  |
| Sergueï Makarov                | Russie       | Joueur                            | 2001                  |
| Vladimír Martinec              | Tchéquie     | Joueur                            | 2001                  |
| Johannes Rampf                 | Allemagne    | Joueur                            | 2001                  |
| Ulf Sterner                    | Suède        | Joueur                            | 2001                  |
| David King                     | Canada       | Bâtisseur                         | 2001                  |
| György Pásztor (en)            | Hongrie      | Bâtisseur                         | 2001                  |
| Isao Kataoka (en)              | Japon        | Trophée Paul Loicq                | 2001                  |
| Ivan Hlinka                    | Tchéquie     | Joueur                            | 2002                  |
| Matti Keinonen                 | Finlande     | Joueur                            | 2002                  |
| Nils Nilsson                   | Suède        | Joueur                            | 2002                  |
| Ernest Aljančič                | Slovénie     | Joueur                            | 2002                  |
| Bethune Patton (en)            | Royaume-Uni  | Bâtisseur                         | 2002                  |
| Gordon Renwick (en)            | Canada       | Bâtisseur                         | 2002                  |
| Thayer Tutt (en)               | États-Unis   | Bâtisseur                         | 2002                  |
| Vladimir Iourzinov             | Russie       | Bâtisseur                         | 2002                  |
| Pat Marsh (en)                 | Royaume-Uni  | Trophée Paul Loicq                | 2002                  |
| Bengt-Åke Gustafsson           | Suède        | Joueur                            | 2003                  |
| Timo Jutila                    | Finlande     | Joueur                            | 2003                  |
| Josef Maleček                  | Tchéquie     | Joueur                            | 2003                  |
| Aleksandr Iakouchev            | Russie       | Joueur                            | 2003                  |
| Curt Berglund (en)             | Suède        | Bâtisseur                         | 2003                  |
| Heinz Henschel (en)            | Allemagne    | Bâtisseur                         | 2003                  |
| Josef Kompalla (en)            | Allemagne    | Arbitre                           | 2003                  |
| Unto Wiitala                   | Finlande     | Arbitre                           | 2003                  |
| George Nagobads (en)           | États-Unis   | Trophée Paul Loicq                | 2003                  |
| Rudolf Ball                    | Allemagne    | Joueur                            | 2004                  |
| Vitali Davydov                 | Russie       | Joueur                            | 2004                  |
| Louis Nanne                    | États-Unis   | Joueur                            | 2004                  |
| Ronald Pettersson              | Suède        | Joueur                            | 2004                  |
| Nikolaï Sologoubov             | Russie       | Joueur                            | 2004                  |
| František Tikal (en)           | Tchéquie     | Joueur                            | 2004                  |
| Mike Buckna (en)               | Canada       | Bâtisseur                         | 2004                  |
| Ladislav Horský (en)           | Slovaquie    | Bâtisseur                         | 2004                  |
| Tsutomu Kawabuchi              | Japon        | Bâtisseur                         | 2004                  |
| Miroslav Šubrt (en)            | Tchéquie     | Bâtisseur                         | 2004                  |
| Ove Dahlberg (en)              | Suède        | Arbitre                           | 2004                  |
| Iouri Karandine                | Russie       | Arbitre                           | 2004                  |
| Adolph Kukulowicz (en)         | Canada       | Trophée Paul Loicq                | 2004                  |
| Viatcheslav Fetissov           | Russie       | Joueur                            | 2005                  |
| Viktor Kouzkine                | Russie       | Joueur                            | 2005                  |
| Mats Näslund                   | Suède        | Joueur                            | 2005                  |
| Alois Schloder                 | Allemagne    | Joueur                            | 2005                  |
| Jørgen Hviid (en)              | Danemark     | Bâtisseur                         | 2005                  |
| Quido Adamec (en)              | Tchéquie     | Arbitre                           | 2005                  |
| Rita Hrbacek (en)              | Autriche     | Trophée Paul Loicq                | 2005                  |
| Henryk Gruth                   | Pologne      | Joueur                            | 2006                  |
| Kent Nilsson                   | Suède        | Joueur                            | 2006                  |
| Vladimir Petrov                | Russie       | Joueur                            | 2006                  |
| Juhani Wahlsten                | Finlande     | Joueur                            | 2006                  |
| Anatoli Khorozov               | Ukraine      | Bâtisseur                         | 2006                  |
| Shoichi Tomita (en)            | Japon        | Bâtisseur                         | 2006                  |
| Bo Tovland (en)                | Suède        | Trophée Paul Loicq                | 2006                  |
| Veniamin Aleksandrov           | Russie       | Joueur                            | 2007                  |
| Vladimír Bouzek (de)           | Tchéquie     | Joueur                            | 2007                  |
| Josef Černý                    | Tchéquie     | Joueur                            | 2007                  |
| Jakob Kölliker                 | Suisse       | Joueur                            | 2007                  |
| Viktor Konovalenko             | Russie       | Joueur                            | 2007                  |
| Konstantine Loktev             | Russie       | Joueur                            | 2007                  |
| Esa Peltonen                   | Finlande     | Joueur                            | 2007                  |
| Thomas Rundqvist               | Suède        | Joueur                            | 2007                  |
| Viatcheslav Starchinov         | Russie       | Joueur                            | 2007                  |
| Luděk Bukač                    | Tchéquie     | Bâtisseur                         | 2007                  |
| Igor Dmitriev                  | Russie       | Bâtisseur                         | 2007                  |
| Hans Dobida (en)               | Autriche     | Bâtisseur                         | 2007                  |
| Bob Nadin (en)                 | Canada       | Trophée Paul Loicq                | 2007                  |
| Philippe Bozon                 | France       | Joueur                            | 2008                  |
| Igor Larionov                  | Russie       | Joueur                            | 2008                  |
| Mario Lemieux                  | Canada       | Joueur                            | 2008                  |
| Catherine Granato              | États-Unis   | Joueuse                           | 2008                  |
| Geraldine Heaney               | Canada       | Joueuse                           | 2008                  |
| Angela James                   | Canada       | Joueuse                           | 2008                  |
| Arthur Berglund (en)           | Suède        | Bâtisseur                         | 2008                  |
| Juraj Okoličány (en)           | Slovaquie    | Trophée Paul Loicq                | 2008                  |
| Harald Griebel (en)            | Allemagne    | Trophée Paul Loicq                | 2008                  |
| Rudolf Hiti                    | Slovénie     | Joueur                            | 2009                  |
| Alekseï Kassatonov             | Russie       | Joueur                            | 2009                  |
| Jan Suchý                      | Tchéquie     | Joueur                            | 2009                  |
| Walter Bush (en)               | États-Unis   | Bâtisseur                         | 2009                  |
| László Schell (en)             | Hongrie      | Arbitre                           | 2009                  |
| Vladimir Kroutov               | Russie       | Joueur                            | 2010                  |
| Hanna-Riikka Sallinen          | Finlande     | Joueuse                           | 2010                  |
| Dieter Hegen                   | Allemagne    | Joueur                            | 2010                  |
| Artūrs Irbe                    | Lettonie     | Joueur                            | 2010                  |
| Rickard Fagerlund (en)         | Suède        | Bâtisseur                         | 2010                  |
| Louis Vairo (en)               | États-Unis   | Trophée Paul Loicq                | 2010                  |
| Karyn Bye-Dietz (en)           | États-Unis   | Joueuse                           | 2011                  |
| Tord Lundström                 | Suède        | Joueur                            | 2011                  |
| Bohumil Modrý                  | Tchéquie     | Joueur                            | 2011                  |
| Ladislav Troják                | Slovaquie    | Joueur                            | 2011                  |
| Doru Tureanu (en)              | Roumanie     | Joueur                            | 2011                  |
| Kalevi Numminen                | Finlande     | Bâtisseur                         | 2011                  |
| Iouri Koroliov (en)            | Russie       | Trophée Paul Loicq                | 2011                  |
| Pavel Boure                    | Russie       | Joueur                            | 2012                  |
| Raimo Helminen                 | Finlande     | Joueur                            | 2012                  |
| Phillip Housley                | États-Unis   | Joueur                            | 2012                  |
| Milan Nový                     | Tchéquie     | Joueur                            | 2012                  |
| Andy Murray                    | Canada       | Bâtisseur                         | 2012                  |
| Kent Angus (en)                | Canada       | Trophée Paul Loicq                | 2012                  |
| Peter Forsberg                 | Suède        | Joueur                            | 2013                  |
| Danielle Goyette               | Canada       | Joueur                            | 2013                  |
| Paul Henderson                 | Canada       | Joueur                            | 2013                  |
| Teppo Numminen                 | Finlande     | Joueur                            | 2013                  |
| Mats Sundin                    | Suède        | Joueur                            | 2013                  |
| Jan-Åke Edvinsson (en)         | Suède        | Bâtisseur                         | 2013                  |
| Gord Miller (en)               | Canada       | Trophée Paul Loicq                | 2013                  |
| Viatcheslav Bykov              | Russie       | Joueur                            | 2014                  |
| Andreï Khomoutov               | Russie       | Joueur                            | 2014                  |
| Nicklas Lidström               | Suède        | Joueur                            | 2014                  |
| Rouslan Saleï                  | Biélorussie  | Joueur                            | 2014                  |
| Stephen Yzerman                | Canada       | Joueur                            | 2014                  |
| Murray Costello (en)           | Canada       | Bâtisseur                         | 2014                  |
| Mark Aubry (en)                | Canada       | Trophée Paul Loicq                | 2014                  |
| Maria Rooth                    | Suède        | Joueuse                           | 2015                  |
| Dominik Hašek                  | Tchéquie     | Joueur                            | 2015                  |
| Scott Niedermayer              | Canada       | Joueur                            | 2015                  |
| Robert Reichel                 | Tchéquie     | Joueur                            | 2015                  |
| Fran Rider (en)                | Canada       | Bâtisseur                         | 2015                  |
| Lucio Topatigh                 | Italie       | Trophée Richard « Bibi » Torriani | 2015                  |
| Monique Scheier-Schneider (en) | Luxembourg   | Trophée Paul Loicq                | 2015                  |
| Peter Bondra                   | Slovaquie    | Joueur                            | 2016                  |
| Sergueï Fiodorov               | Russie       | Joueur                            | 2016                  |
| Valeri Kamenski                | Russie       | Joueur                            | 2016                  |
| Ville Peltonen                 | Finlande     | Joueur                            | 2016                  |
| John Quinn                     | Canada       | Bâtisseur                         | 2015                  |
| Benjamin Smith (en)            | États-Unis   | Bâtisseur                         | 2016                  |
| Gábor Ocskay                   | Hongrie      | Trophée Richard « Bibi » Torriani | 2016                  |
| Nikolaï Ozerov                 | Russie       | Trophée Paul Loicq                | 2016                  |
| Saku Koivu                     | Finlande     | Joueur                            | 2017                  |
| Uwe Krupp                      | Allemagne    | Joueur                            | 2017                  |
| Angela Ruggiero                | États-Unis   | Joueuse                           | 2017                  |
| Joseph Sakic                   | Canada       | Joueur                            | 2017                  |
| Teemu Selänne                  | Finlande     | Joueur                            | 2017                  |
| Dieter Kalt (en)               | Autriche     | Bâtisseur                         | 2017                  |
| Anthony Hand                   | Royaume-Uni  | Trophée Richard « Bibi » Torriani | 2017                  |
| Patrick Francheterre (en)      | France       | Trophée Paul Loicq                | 2017                  |
| Daniel Alfredsson              | Suède        | Joueur                            | 2018                  |
| Robert Blake                   | Canada       | Joueur                            | 2018                  |
| Chris Chelios                  | États-Unis   | Joueur                            | 2018                  |
| Jere Lehtinen                  | Finlande     | Joueur                            | 2018                  |
| Philippe Lacarrière            | France       | Bâtisseur                         | 2018                  |
| Bob Nadin (en)                 | Canada       | Bâtisseur                         | 2018                  |
| Michael Modano                 | États-Unis   | Joueur                            | 2019                  |
| Jörgen Jönsson                 | Suède        | Joueur                            | 2019                  |
| Žigmund Pálffy                 | Slovaquie    | Joueur                            | 2019                  |
| Miroslav Šatan                 | Slovaquie    | Joueur                            | 2019                  |
| Hayley Wickenheiser            | Canada       | Joueuse                           | 2019                  |
| Boris Aleksandrov              | Kazakhstan   | Bâtisseur                         | 2019                  |
| Konstantine Mihaïlov (en)      | Bulgarie     | Trophée Richard « Bibi » Torriani | 2019                  |
| James Johannson (en)           | États-Unis   | Trophée Paul Loicq                | 2019                  |
| Ryan Smyth                     | Canada       | Joueur                            | 2020                  |
| Mathias Seger                  | Suisse       | Joueur                            | 2020                  |
| Kimmo Timonen                  | Finlande     | Joueur                            | 2020                  |
| Mark Streit                    | Suisse       | Joueur                            | 2020                  |
| Alekseï Iachine                | Russie       | Joueur                            | 2020                  |
| Chung Mong-won (en)            | Corée du Sud | Bâtisseur                         | 2020                  |
| Ron Berteling (en)             | Pays-Bas     | Trophée Richard « Bibi » Torriani | 2020                  |
| Zoltán Kovács (en)             | Hongrie      | Trophée Paul Loicq                | 2020                  |
| René Fasel                     | Suisse       | Bâtisseur                         | 2021                  |
| Sandra Dombrowski (en)         | Suisse       | Arbitre                           | 2023                  |
| James Foster                   | Royaume-Uni  | Joueur                            | 2023                  |
| Cristobal Huet                 | France       | Joueur                            | 2023                  |
| Kalervo Kummola                | Finlande     | Bâtisseur                         | 2023                  |
| Brian Leetch                   | États-Unis   | Joueur                            | 2023                  |
| Caroline Ouellette             | Canada       | Joueuse                           | 2023                  |
| Henrik Zetterberg              | Suède        | Joueur                            | 2023                  |
| Viktor Szélig                  | Hongrie      | Trophée Richard « Bibi » Torriani | 2023                  |
| Kimmo Leinonen (en)            | Finlande     | Trophée Paul Loicq                | 2023                  |
| Natalie Darwitz                | États-Unis   | Joueuse                           | 2024                  |
| Jaromír Jágr                   | Tchéquie     | Joueur                            | 2024                  |
| Kenny Jönsson                  | Suède        | Joueur                            | 2024                  |
| Igor Liba                      | Slovaquie    | Joueur                            | 2024                  |
| Petteri Nummelin               | Finlande     | Joueur                            | 2024                  |
| Jaroslav Pouzar                | Tchéquie     | Joueur                            | 2024                  |
| Mel Davidson                   | Canada       | Bâtisseur                         | 2024                  |
| Desideriu Varga (en)           | Roumanie     | Trophée Richard « Bibi » Torriani | 2024                  |
| Anatolii Brezvin               | Ukraine      | Trophée Paul Loicq                | 2024                  |
| Al Michaels (en)               | États-Unis   | Trophée Média IIHF                | 2024                  |